# Артеушка (станція)
Артеушка (рос. Артеушка) — станція Могочинського регіону Забайкальської залізниці Росії, розташована на дільниці Куенга — Бамівська між станціями Кислий Ключ (відстань — 16 км) і Пеньковка (21 км). Відстань до ст. Куенга — 327 км, до ст. Бамівська — 422 км; до транзитного пункту Каримська — 559 км.